# 깃털말목
깃털말목(Bryopsidales)은 갈파래강에 속하는 녹조식물 목의 하나이다.

## 하위 과
- 깃털말과 (Bryopsidaceae)
- 옥덩굴과 (Caulerpaceae)
- 카이토시폰과 (Chaetosiphonaceae)
- 청각과 (Codiaceae)
- 엉킨실과 (Derbesiaceae)
- 디코토모시폰과 (Dichtomosiphonaceae)
- 할리메다과 (Halimedaceae)
- 오스트레오비움과 (Ostreobiaceae)
- 프세우도코디움과 (Pseudocodiaceae)
- 프세우도우도테아과 (Pseudoudoteaceae)
- 리필리아과 (Rhipiliaceae)
- 우도테아과 (Udoteaceae)